# Panoramalift Meran–Dorf Tirol
Der Panoramalift Meran–Dorf Tirol (auch Küchelberg Sessellift oder Sessellift Meran–Dorf Tirol) ist eine Einer-Sesselbahn, die das Stadtzentrum von Meran mit dem Segenbühel (514 m s.l.m.) am Küchelberg in Dorf Tirol verbindet.

## Geschichte
Der Panoramalift Meran–Dorf Tirol wurde in den späten 1940er Jahren zusammen mit dem heutigen Hotel Panorama gebaut und eingeweiht. Nach der Eröffnung hatte der Panoramalift immer wieder wechselnde Besitzer. Im Jahr 1986 übernahm die Familie Franz Götsch das Haus samt Sesselbahn. Noch im selben Jahr wurde die Sesselbahn grundlegend erneuert und wieder in Betrieb genommen. Das Haus Panorama wurde nach dem Umbau im Jahr 1991 wiedereröffnet.